# Richard Doll

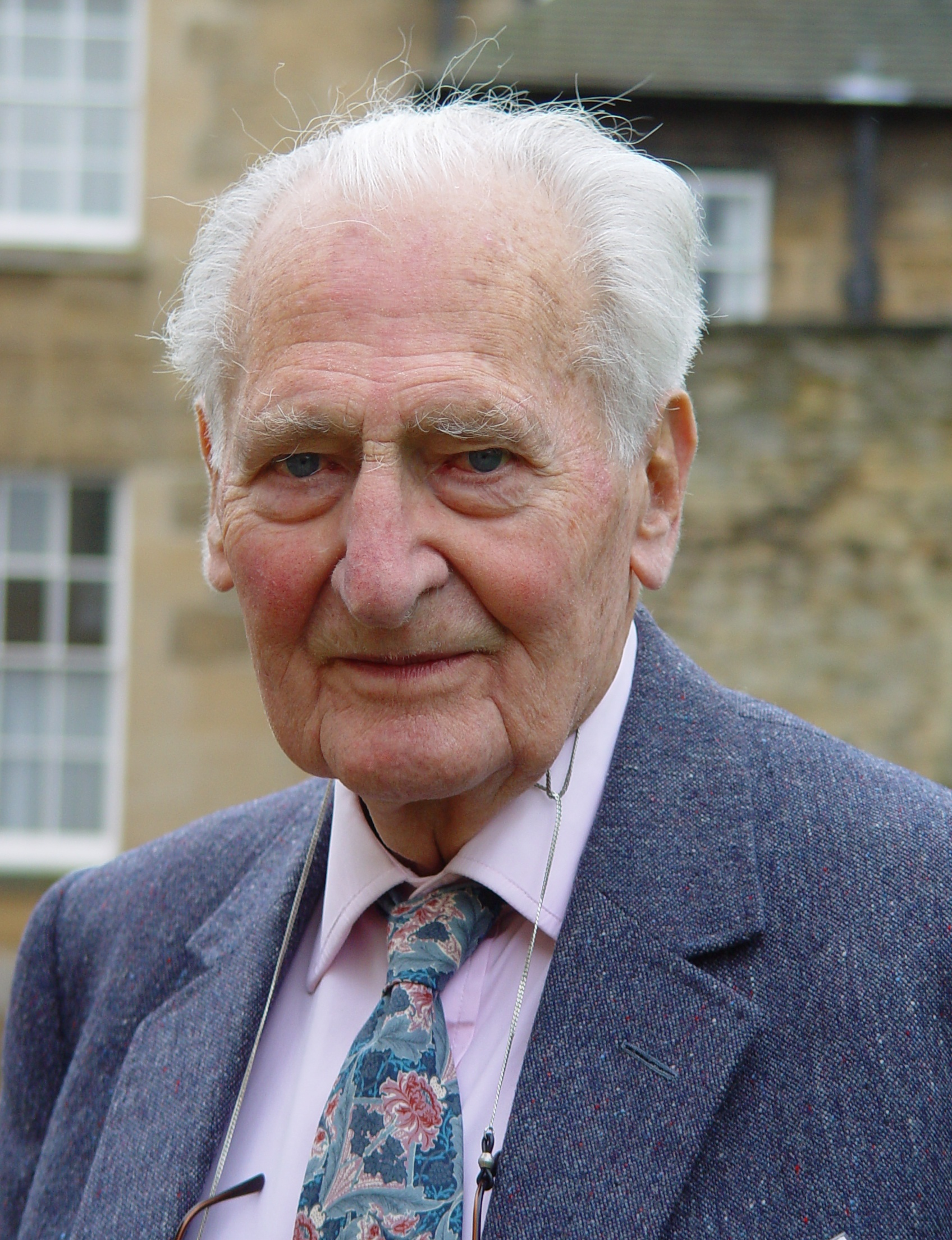
Richard Doll

Sir William Richard Shaboe Doll (28 oktober 1912 – 24 juli 2005) was een Britse epidemioloog. Hij heeft een hoogleraarschap aan de Universiteit van Oxford gehad.
Doll bewees dat roken longkanker veroorzaakt en het risico op hart- en vaatziekten vergroot. In de jaren veertig nam longkanker sterk toe. Algemeen weet men dit toen aan het asfalteren van wegen, uitlaatgassen en Röntgenapparatuur. In 1948 deed Doll een case-control studie met betrekking tot longkanker. Roken bleek de belangrijkste oorzaak van longkanker, en het risico op longkanker nam sterk toe met het aantal gerookte sigaretten. Hij stopte zelf met roken. In de eerste jaren werd zijn onderzoek nauwelijks geloofd, hoewel de Amerikaan Wynder en de Nederlander Willem Wassink vergelijkbare resultaten publiceerden. Later bleek dat het verband tussen roken en longkanker al in 1929 door de Duitse arts Fritz Lickint en door onder anderen de nazi-artsen Schairer en Schöniger in 1943 was ontdekt. In 1954 zette Richard Doll de British Doctors Study op. Uit deze prospectieve cohort-studie bleek onomstotelijk dat roken longkanker veroorzaakt.
Doll heeft door zijn ontdekking het leven van miljoenen mensen verlengd en gezonder gemaakt. Ook deed hij baanbrekend onderzoek omtrent het verband tussen ioniserende straling en leukemie, en dat tussen asbest en kanker.
Tot kort voor zijn dood op 92-jarige leeftijd bleef hij werken en publiceren. Hij kreeg vele prijzen voor zijn wetenschappelijk werk, zo is hij in 1971 door de Engelse koningin tot sir benoemd. Hij maakte zich geen zorgen over passief roken.